# Ischnocnema epipeda
Ischnocnema epipeda é uma espécie de anfíbio  da família Brachycephalidae. É endémica do Brasil, onde pode ser encontrada apenas no município de Santa Teresa, no estado do Espírito Santo.
Os seus habitats naturais são: florestas subtropicais ou tropicais húmidas de baixa altitude. Está ameaçada por perda de habitat.